# Bataille de Casei Gerola
Guerres entre guelfes et gibelins
Batailles
1150 – 1200
- Vernavola (1154)
- Spolète (1155)
- Tortone (1155)
- Milan (1158)
- Siziano (1159)
- Crema (1159)
- Carcano (1160)
- Milan (1162)
- Prataporci (1167)
- Alexandrie (1174-1175)
- Legnano (1176)

1201 – 1250
- Calcinato (1201)
- Casei Gerola (1213)
- Cortenuova (1237)
- Brescia (1238)
- Faenza (1239)
- Giglio (1241)
- Viterbe (1243)
- Parme (1248)
- Fossalta (1249)
- Cingoli (1250)

1251 – 1300
- Bataille de Montebruno (1255)
- Cassano (1259)
- Montaperti (1260)
- Bénévent (1266)
- Tagliacozzo (1268)
- Colle (1269)
- Roccavione (1275)
- Desio (1277)
- Forlì (1282)
- Pieve al Toppo (1288)
- Campaldino (1289)

1301 – 1350
- Pavie (1302)
- La Lastra (1304)
- Milan (1311)
- Soncino (1312)
- Gaggiano (1313)
- Rho (1313)
- Ponte San Pietro (1313)
- Scrivia (1315)
- Montecatini (1315)
- Pavie (1315)
- Sestri (1318)
- Bardi (1321)
- Mirandola (1321)
- Gorgonzola (1323)
- Vaprio d'Adda (1324)
- Altopascio (1324)
- Zappolino (1325)
- San Felice (1332)
- San Quirico (1341)
- Gamenario (1345)

1351 – 1402
- Mirandola (1355)
- Casorate (1356)
- Solara (1356)
- Alexandrie (1391)
- Casalecchio (1402)

La Bataille de Casei Gerola est une bataille qui est survenue le 2 octobre 1213 et qui opposa l'armée du commune de Pavie à une vaste coalition composée de contingents venant de Milan, Alexandrie, Verceil, Novare, Alba, Acqui, Tortone et des Malaspina. Elle s'inscrit dans le cadre plus général de la guerre entre guelfes et gibelins.

## Contexte historique
Avec l'ascension au trône impérial de Frédéric II, dans le nord de l'Italie, le conflit entre les communes qui soutenaient Frédéric, telles que Pavie et Crémone, et celles, en premier lieu Milan et Plaisance, alignées avec l'empereur précédent, le guelfe Otton IV de Brunswick, se ralluma. Déjà le 28 juillet 1212, alors que Frédéric II se déplaçait de Pavie vers l'Allemagne pour être couronné empereur, les chevaliers de Pavie, malgré plusieurs pertes, contrecarrèrent une embuscade tendue par les Milanais et les Placentins à Frédéric alors qu'il traversait le Lambro près de Lambrinia (it) de nuit.
Les forces armées de Crémone intervinrent ensuite, guidant le futur souverain jusqu'à leur ville, d'où, via Mantoue et Vérone, Frédéric put atteindre l'Allemagne sans encombre. Le 25 août, un accord fut conclu à Vérone entre Azzo VI d'Este, les comtes de San Bonifacio et les communes de Brescia, Crémone, Ferrare et Pavie, auquel se joignirent également Mantoue et Reggio d'Emilie, en faveur de Frédéric II et contre Milan et Plaisance. En réponse, les Milanais et les Placentins s'allièrent avec la commune d'Alexandrie et avec les marquis Corrado et Guglielmo Malaspina, et attaquèrent les pavesans en Lomelline ainsi que Guglielmo VI, marquis de Montferrat, qui était entre-temps intervenu en aide à Pavie.
Les pavesans et le marquis contre-attaquèrent en détruisant Paciliano, une dépendance du monastère de Saint-Ambroise située près de Casale Monferrato. En juin, les Crémonais vainquirent à Castelleone les Milanais, les Placentins et leurs alliés, mais d'autres forces milanaises envahirent à nouveau le territoire pavesans en Lomelline, prenant Lomello, Mortara et Gambolò. En septembre, les habitants d'Alexandrie, de Tortone, de Verceil, de Novare, les Malaspina, ainsi que des contingents d'Acqui et d'Alba et 700 chevaliers milanais attaquèrent à nouveau le district de Pavie, cette fois-ci par le sud-ouest, conquérant Sale et Casei Gerola.

## La bataille
En réponse à leurs ennemis, les pavesans mobilisent les fantassins et les cavaliers des cinq portes urbaines le jour de la Saint-Michel, et sortent contre leurs adversaires. Le 2 octobre, l'armée de Pavie attaque les ennemis près de Casei Gerola. Les informations sur le combat sont rares, cependant nous savons que les pavesans brisent la formation adverse, contraignant les Milanais et leurs alliés à la fuite. Pendant la retraite, les alliés sont tenacement poursuivis par les chevaliers pavesans sur au moins 3 miles (environ 4,4 km).

## Issue des combats et conséquences
Nous n'avons pas d'indications sur les pertes subies par les deux camps, qui sont probablement importantes, mais nous savons que, probablement pendant la déroute, les pavesans capturent au moins 200 cavaliers ennemis ainsi qu'une grande quantité d'armes et d'équipements d'une valeur estimée, selon des sources génoises, à 40 000 livres.